# تیگران میکائلیان
تیگران میکائلیان (ارمنی: Տիգրան Միքայելյան زاده ۱۹ ژوئیهٔ ۱۹۸۰) یک رقصنده باله اهل ارمنستان است. وی از سال میلادی تاکنون مشغول فعالیت بوده است.

## زندگی‌نامه
وی در ۱۹ ژوئیهٔ ۱۹۸۰ ‏در ایروان به دنیا آمد و از کالج دولتی هنر رقص ایروان (۱۹۹۷) فارغ‌التحصیل شد. وی تالار آکادمی ملی اپرا و باله آلکساندر اسپنداریان، باله دولتی باواریا؟، باله دولتی زوریخ و اپرای دولتی باواریا فعالیت کرده است. وی همچنین برندهٔ جوایزی همچون هنرمند افتخاری جمهوری ارمنستان (۲۰۰۷) شده است.

## آثار
| نقش              | اثر              | خالق                  |
| ---------------- | ---------------- | --------------------- |
| -                | دون کیشوت        | لودویک مینکوس         |
| -                | «گایانه»         | آرام خاچاتوریان       |
| -                | «اسپارتاک»       | آرام خاچاتوریان       |
| مرکوتسیو و رومئو | رومئو و ژولیت    | شارل گونو             |
| شاهزاده زیگفرید  | دریاچه قو        | پیوتر ایلیچ چایکوفسکی |
| بایادرکا         |                  | لودویک مینکوس         |
| بانوی کاملیازارد |                  |                       |
| لنسکی            |                  |                       |
| شاهزاده دزیره    | زیبای خفته       |                       |
| بازیلو           | دن کیشوت         | میگل د سروانتس        |
| پتروچیو          | رام کردن زن سرکش | ویلیام شکسپیر         |

## یادداشت
1. ↑  en:Bayerisches Staatsballett
2. ↑  Ցյուրիխի պետական բալետ
3. ↑  Բավարիայի պետական օպերա
4. ↑  «Դոն Կիխոտ»
5. ↑  Մերկուցիո և Ռոմեո (Ջոն Քրանկո)
6. ↑  արքայազն Զիգֆրիդ
7. ↑  Բայադերկա Սոլոր
8. ↑  Կամելիազարդ տիկինը դե Գրիյո (Ջոն Նոյմայեր)
9. ↑  Օնեգին Լենսկի (Ջոն Քրանկո)
10. ↑  Արքայազն Դեզիր (Մ. Պետիպա, Ի. Լիչկա)
11. ↑  Բազիլո (նոր խորեոգրաֆիա ըստ Ռ. Բառայի Ա. Գրսկու)
12. ↑  Պետրուչիո